# Wülfeler Kapelle
Die Wülfeler Kapelle war eine Kapelle in dem 1907 nach Hannover eingemeindeten Ort Wülfel im heutigen Niedersachsen. Die Kapelle wurde zu einem Spritzenhaus umfunktioniert und 1916 abgerissen.

Die Kapelle in Wülfel
(aufgenommen ca. 1900)

## Geschichte
Je nach Quelle um das Jahr 1350 oder 1450 bauten die Bewohner des Ortes Wülfel im Kleinen Freien auf eigene Kosten eine Kapelle. Als Bauplatz hatte die Familie Ernst einen Garten zur Verfügung gestellt. Wülfel war Filialgemeinde der Pfarrgemeinde St. Petrus in Döhren. Der Namenspatron der Kapelle ist unbekannt, der Kirchweihtag wurde am Margaretentag gefeiert. Seit 1529 war die Kapelle wie die Kirche in Döhren evangelisch.
Die Wülfeler Kapelle wurde dreimal jährlich zu Gottesdiensten des Döhrener Pfarrers genutzt. Die Glocke im Dachreiter läutete zu Beerdigungen und als Betglocke. Die Kapelle diente der 1812 gegründeten „Sprützengemeinschaft“ der Dörfer Döhren, Wülfel und Laatzen zur Aufbewahrung der gemeinsam beschafften Feuerspritze. Als sich die Gemeinschaft auflöste, hatte Wülfel seit 1894 eine eigene Freiwillige Feuerwehr. Um die Jahrhundertwende wurde an die Kapelle ein Steigerturm angebaut und das Gebäude zum ersten Wülfeler Spritzenhaus. Im Jahr 1916 erfolgte der Abriss, um Platz für eine geplante Munitionsfabrik zu machen. Auch die angrenzende Landstraße, die Wilkenburger Straße, wurde verlegt. Der verbliebene alte Straßenabschnitt heißt heute Stiegelmeyerstraße.
Seit Ende des 19. Jahrhunderts war als Ersatz der Kapelle ein Kirchenneubau in Wülfel geplant. Nach mühsamer Standortsuche wurde von 1909 bis 1911 an der Loccumer Straße die Matthäikirche gebaut.

## Beschreibung
Die Wülfeler Kapelle hatte äußere Abmessungen von 10,8 m Länge und 7,5 m Breite. Ihre Wände waren aus Bruchsteinen mit Eckquadern errichtet. Das am Westende abgewalmte Pfannendach trug hier einen pfannenbehängten viereckigen Dachreiter. Die Ostseite schloss ein pfannenbehängter Fachwerkgiebel ab. Die Wetterfahne zeigte der Überlieferung nach einen Wolf. Westlich von Kapelle und angrenzender Straße fiel das Gelände steil zur Leinemasch ab, so dass die Kapelle von dort weithin sichtbar war.
Das Gebäude hatte an der Nordseite ein 45 cm breites, nach außen mit Schräge und Hohlkehle profiliertes spitzbogiges Fenster. An der Südseite gab es ein 45 cm breites romanisches Fenster mit tiefen Schrägen außen und innen und eine in späterer Zeit vermauerte spitzbogige Tür mit Fasen auf der Außenseite. Ein aus Backsteinen erstellter Triumphbogen mit Zierprofilierung an seiner Außenseite war Ende des 19. Jahrhunderts als Teil der östlichen Außenwand zugemauert. An dieser Ostwand schlossen Mauerreste eines achteckig geschlossenen überwölbten Chores aus Bruchstein an. Das Kirchenschiff hatte eine Holzbalkendecke.

## Friedhof
Bei den Bauarbeiten im Jahr 1916 wurden auf dem Gelände unmittelbar südlich der einstigen Kapelle Reihen von Gräbern eines schon vor dem Jahr 1700 vergessen gewesenen Friedhofs aufgegraben.
Der bis 1892 genutzte Alte Wülfeler Friedhof entstand „[…] vor 1811“ etwa 400 m von der Kapelle entfernt im Norden von Wülfel an der Hildesheimer Straße. Er wurde 1920 aufgegeben und danach zu einer Grünfläche.

## Sonstiges
Die laut Inschrift im Jahr 1818 von J. C. Weidemann in Hannover gegossene Kirchenglocke hatte einen Durchmesser von 60 cm. Das Oberteil eines schmucklosen Taufsteins mit 64 cm Durchmesser trug die Jahreszahl 1678. Nach Schließung der Kapelle kamen beide ins Vaterländische Museum nach Hannover.